# لويس ويلسون
لويس ويلسون (بالإنجليزية: Lewis Wilson)‏ (و. 1919 – 2000 م) هو ممثل، وممثل أفلام، من الولايات المتحدة الأمريكية، ولد في مدينة نيويورك، توفي في سان فرانسيسكو، عن عمر يناهز 81 عاماً.

## التعليم
تعلم في أكاديمية ورسستر ‏.

## وصلات خارجية
- لويس ويلسون على موقع IMDb (الإنجليزية)
- لويس ويلسون على موقع ألو سيني (الفرنسية)
- لويس ويلسون على موقع أول موفي (الإنجليزية)
- لويس ويلسون على موقع قاعدة بيانات الفيلم (الإنجليزية)
- لويس ويلسون على موقع كينوبويسك (الروسية)